# NGC 4654
NGC 4654 é uma galáxia espiral barrada (SBcd) localizada na direcção da constelação de Virgo. Possui uma declinação de +13° 07' 35" e uma ascensão recta de 12 horas, 43 minutos e 56,5 segundos.
A galáxia NGC 4654 foi descoberta em 12 de Abril de 1784 por William Herschel.